# Wilhelm Holzhausen
Wilhelm Holzhausen (* 25. August 1907 in Ohligs; † 27. Februar 1988 in Bad Bodendorf) war ein deutscher Maler und Grafiker.

## Leben
Wilhelm Holzhausen wuchs in kleinbürgerlichen Verhältnissen in Haan auf. Gegen den Willen der Eltern studierte er von 1927 bis 1930 Malerei und Grafik an den Kölner Werkschulen bei Richard Seewald. Im Anschluss an das Studium war er 1930 bis 1931 als Volontär bei einem Kirchenmaler in Krefeld tätig und schloss sich linksgerichteten Krefelder Künstlergruppen an. Nach der Machtergreifung der Nationalsozialisten 1933 verließ Holzhausen Deutschland und ging zusammen mit dem befreundeten Maler Walter Icks nach Mallorca. Dort lernte er seine spätere Ehefrau Emmy kennen. 1934 kehrte er nach Deutschland zurück und wurde 1940 zur Wehrmacht einberufen. 1938 wurden im Museum Krefeld zwei seiner Bilder als Entartete Kunst beschlagnahmt. Während des Krieges wurde 1943 seine Wohnung in Krefeld zerstört und der größte Teil seiner frühen Werke vernichtet. Gegen Kriegsende geriet er in sowjetische Kriegsgefangenschaft, aus der er Ende 1945 entlassen wurde.
1948 wurde Holzhausen als Dozent für figürliches Zeichnen an die damalige Werkkunstschule Krefeld berufen. 1970 erhielt er den Lehrstuhl für Aktzeichnen, Illustration und künstlerische Anatomie an der neu gegründeten Fachhochschule Niederrhein, (heute: Hochschule Niederrhein). Viele Reisen vor allem in den Mittelmeerraum, aber auch nach Nepal, Colorado, Tunesien und Israel verschafften ihm künstlerische Anregungen. Nach seiner Emeritierung 1972 verlegte er seinen Wohnsitz nach Bad Bodendorf im Ahrtal. Hier richtete er sich ein Atelier ein.
Er schloss sich der in Bad Neuenahr-Ahrweiler ansässigen Are-Gilde an und bekam so die Möglichkeit, sich mit anderen Künstlern auszutauschen und seine Werke auszustellen. Innerhalb der Are-Gilde bildete sich 1979 die Kleine Gruppe, deren künstlerischer Mentor er wurde. Zur Kleinen Gruppe gehörten die Malerin Ursula Krupp-Deman, der Maler Haennes Meyer, der Zeichner Hans Runte, die Malerin Angèle de Couronne und die Malerin Dorothea Schneider. Für die Mitglieder dieser Gruppe war Holzhausen der „Professor“, der ihnen regelmäßig in seinem Bad Bodendorfer Atelier u. a. Zeichenunterricht gab und so dafür sorgte, dass sie sich künstlerisch weiter entwickelten.
Holzhausens Bilder sind von einem klaren Formwillen und in sich ruhendem Bildaufbau geprägt. Die menschliche Figur in den unterschiedlichsten Erscheinungen steht im Zentrum seiner Bilder. Selten wird die Grenze zur Abstraktion überschritten. Dabei experimentierte er mit verschiedenen Techniken, unter anderem mit der Monotypie und anderen grafischen Verfahren. Sein Hauptwerk besteht jedoch aus einer Vielzahl von Ölbildern und einem großen Konvolut Zeichnungen. Holzhausen schrieb in einer selbst verfassten Kurzfassung seines Lebenslaufs: „Strenger Bildaufbau mit einer ans Klassische gemahnenden Figuration sind die Kennzeichen meiner Bilder, wobei sich die Farbigkeit vorwiegend in einer Scala von Erdfarben bewegt. Formbeherrschung, Ortung und statische Gestaltung sollen den Bildkörper tragfähig machen.“
Der Nachlass wird von der Wilhelm-Holzhausen-Stiftung beim Verein Kunst und Krefeld gepflegt.

## Ausstellungen
- 1947 erste Nachkriegsausstellung: Erste Bergische Kunstausstellung in Solingen
- 1971 Kaiser Wilhelm Museum, Krefeld
- verschiedene Einzel- und Gruppenausstellungen
- 1980 Rolandseck, Galerie Rolandshof mit der Kleinen Gruppe
- 1982 Bonn, Kurfürstliches Gärtnerhaus, mit der Kleinen Gruppe Malerei Grafik
- 1982 Koblenz, Galerie Jean-Marc Laïk mit der Kleinen Gruppe
- 1983 Baden-Baden, Europakongress der Magier im Kurhaus mit der Kleinen Gruppe
- 1990 Gedenkausstellung in Andernach
- 1999 Gedenkausstellung des Krefelder Kunstvereins in Krefeld

## Werke in der Öffentlichkeit
Seine Werke befinden sich in Museen, u. a. Kaiser Wilhelm Museum, Krefeld, und privaten Sammlungen.